# Petroleumtherapie
Petroleumtherapie betreft het inslikken van ruwe aardolie, maar ook van lampolie, white spirit voor de behandeling van bijvoorbeeld ademhalingsklachten, van kanker of van (ingebeelde) candida-infecties.
Deze therapie heeft een heel lange geschiedenis en werd bijvoorbeeld aangewend in Frankrijk vanaf de 15de eeuw onder de naam “Huile de Gabian”. In de Verenigde Staten werd deze therapie rond het jaar 1860 aan de man gebracht door William Rockefeller Sr. onder verschillende benamingen (“Rock Oil”, “American Medicinal Oil”,…).

Deze therapie is heden ten dage volledig voorbijgestreefd. Er zijn geen klinische studies die ook maar enig bewijs leveren voor deze therapieën. Men vindt alleen individuele getuigenissen zonder goede documentatie. De bijwerkingen kunnen echter heel gevaarlijk zijn. Ze gaan van maagdarmstoornissen, braken, aantasting van de slijmvliezen tot lever- en nierschade en psychische stoornissen. Door de dunvloeibaarheid van deze producten, verslikt men zich ook heel makkelijk. Daardoor kan een ernstige chemische longontsteking optreden. Toch wordt de methode her en der nog gepromoot op het internet.